# Stelodoryx flabellata
Stelodoryx flabellata är en svampdjursart som beskrevs av Burton 1959. Stelodoryx flabellata ingår i släktet Stelodoryx och familjen Myxillidae. Inga underarter finns listade i Catalogue of Life.